# مارگیت بارا
مارگیت بارا (مجاری: Margit Bara; ۲۱ ژوئن ۱۹۲۸ – ۲۵ اکتبر ۲۰۱۶) بازیگر اهل مجارستان بود.
از فیلم‌هایی که وی در آن‌ها مشارکت داشته‌است می‌توان به «یاکوب دروغ‌گو» (۱۹۷۵) اشاره کرد.